# Associazione Calcio Fiorentina 1956-1957
Questa voce raccoglie le informazioni riguardanti l'Associazione Calcio Fiorentina nelle competizioni ufficiali della stagione 1956-1957.

## Stagione
La Fiorentina si presentò da campione d'Italia ai nastri di partenza del torneo 1956-57: ad imporsi fu però il Milan che si rifece in tal modo dei dodici punti di distacco che i Viola avevano loro inflitto nella precedente stagione. Seconda al giro di boa, la squadra toscana chiuse il campionato nella medesima posizione. Il 17 marzo il Milan volò a più nove sulla Fiorentina e controllò la classifica fino alla fine del torneo, vinto con tre turni d'anticipo il 19 maggio 1957, i rossoneri vincono il campionato con sei punti di distacco sui Gigliati. Miglior realizzatore in campionato dei viola fu Miguel Montuori, autore di 14 reti, seguito da Giuseppe Virgili fermatosi a quota 10.
La Fiorentina partecipò anche alla Coppa dei Campioni, il massimo torneo continentale di calcio giunto alla seconda edizione, che vide la partecipazione di 22 squadre, di cui 21 campioni nazionali più il Real Madrid detentore della coppa. I viola campioni d'Italia del 1956 diventano la prima società italiana a disputare la finale: l'incontro vide una sconfitta per 2-0 proprio contro i blancos, con le due reti segnate al 69' e al 76' minuto di gioco.
Alcune settimane prima, il club aveva messo in bacheca la Coppa Grasshoppers, una competizione internazionale che si svolse in un'unica edizione durata cinque anni (il torneo non è mai stato riconosciuto come ufficiale dalla UEFA). Vittoriosa in classifica con un turno d'anticipo, la conquista di questo trofeo rappresentò per la Fiorentina la prima vittoria in una competizione internazionale per club; Orlando Rozzoni, con 6 reti, risultò il capocannoniere del torneo.

## Divise
| Casa | Trasferta |

## Rosa
| N. |                   | Ruolo | Calciatore         |
| -- | ----------------- | ----- | ------------------ |
|    | Italia (bandiera) | P     | Riccardo Toros     |
|    | Italia (bandiera) | P     | Giuliano Sarti     |
|    | Italia (bandiera) | D     | Sergio Cervato     |
|    | Italia (bandiera) | D     | Ardico Magnini     |
|    | Italia (bandiera) | D     | Alberto Orzan      |
|    | Italia (bandiera) | D     | Giacomo Del Gratta |
|    | Italia (bandiera) | D     | Sergio Pini        |
|    | Italia (bandiera) | D     | Sergio Carpanesi   |
|    | Italia (bandiera) | C     | Aldo Scaramucci    |
|    | Italia (bandiera) | C     | Maurilio Prini     |
|    | Italia (bandiera) | C     | Claudio Bizzarri   |

| N. |                      | Ruolo | Calciatore                   |
| -- | -------------------- | ----- | ---------------------------- |
|    | Brasile (bandiera)   | C     | Julinho                      |
|    | Italia (bandiera)    | C     | Francesco Rosetta (capitano) |
|    | Italia (bandiera)    | C     | Giuseppe Chiappella          |
|    | Italia (bandiera)    | C     | Armando Segato               |
|    | Italia (bandiera)    | A     | Giuseppe Virgili             |
|    | Argentina (bandiera) | A     | Miguel Montuori              |
|    | Italia (bandiera)    | A     | Romano Taccola               |
|    | Italia (bandiera)    | A     | Guido Gratton                |
|    | Italia (bandiera)    | A     | Orlando Rozzoni              |
|    | Paraguay (bandiera)  | A     | Silvio Parodi Ramos          |

## Risultati

### Serie A

#### Girone di andata
| Arbitro: | Liverani (Torino) |

|                         |           |                                                             |
| Lindskog 10’ Secchi 22’ | Marcatori | 1’, 45’ Montuori 65’ Julinho 81’ (rig.) Cervato 87’ Virgili |

| Firenze 23 settembre 1956 2ª giornata | Fiorentina | 0 – 0 | Lazio | Stadio Comunale\| Arbitro: \| Seipelt \| |
| Arbitro:                              | Seipelt    |       |       |                                          |

| Arbitro: | Jonni (Macerata) |

|                     |           |              |
| Arce 3’ Ricagni 39’ | Marcatori | 11’ Montuori |

| Arbitro: | Guarnaschelli (Pavia) |

|                         |           |  |
| Julinho 59’ Rozzoni 74’ | Marcatori |  |

| Arbitro: | Liverani (Torino) |

|                                 |           |                          |
| Agnoletto 16’ Ocwirk 69’ (rig.) | Marcatori | 43’ Montuori 72’ Rozzoni |

| Arbitro: | Kainer |

|                          |           |                |
| Montuori 68’ Gratton 80’ | Marcatori | 40’ Cervellati |

| Arbitro: | Lo Bello (Siracusa) |

|  |           |                                            |
|  | Marcatori | 32’ (aut.) Rosetta 49’ Schiaffino 67’ Bean |

| Arbitro: | Bonetto (Torino) |

|  |           |                  |
|  | Marcatori | 28’, 83’ Julinho |

| Arbitro: | Griggi (Brescia) |

|                    |           |  |
| Cervato 89’ (rig.) | Marcatori |  |

| Arbitro: | Grill |

|          |           |            |
| Moro 23’ | Marcatori | 43’ Segato |

| Arbitro: | Menchini (Udine) |

|                               |           |           |
| Julinho 27’ Montuori 37’, 63’ | Marcatori | 33’ Luosi |

| Arbitro: | Roman |

|                        |           |             |
| Massei 18’ Lorenzi 66’ | Marcatori | 81’ Virgili |

| Arbitro: | Marangio (Roma) |

|                               |           |  |
| Virgili 12’, 22’ Montuori 30’ | Marcatori |  |

| Arbitro: | Liverani (Torino) |

|             |           |             |
| Bassetto 8’ | Marcatori | 64’ Julinho |

| Arbitro: | Orlandini (Roma) |

|                                                            |           |  |
| Chiappella 12’ (aut.) Valentinuzzi 20’ David 61’ Motta 72’ | Marcatori |  |

| Arbitro: | Corallo (Lecce) |

|                                       |           |  |
| Virgili 43’ Bizzarri 67’ Montuori 84’ | Marcatori |  |

| Arbitro: | Orlandini (Roma) |

|               |           |                    |
| Boniperti 12’ | Marcatori | 80’ (rig.) Cervato |

#### Girone di ritorno
| Arbitro: | De Gregorio (Legnano) |

|                          |           |            |
| Taccola 23’ Bizzarri 90’ | Marcatori | 18’ Secchi |

| Arbitro: | Pieri (Firenze) |

|                                           |           |  |
| Tozzi 45’ Vivolo 48’ (rig.) Selmosson 90’ | Marcatori |  |

| Arbitro: | Guarnaschelli (Pavia) |

|             |           |  |
| Julinho 65’ | Marcatori |  |

| Arbitro: | Meyer |

|                               |           |             |
| Segato 21’ (aut.) Firotto 56’ | Marcatori | 54’ Rozzoni |

| Arbitro: | Liverani (Torino) |

|                                   |           |  |
| Parodi 2’ Julinho 51’ Virgili 55’ | Marcatori |  |

| Arbitro: | Grill |

|                                          |           |                         |
| Rosetta 11’ (aut.) Cervellati 44’ (rig.) | Marcatori | 27’ Virgili 89’ Julinho |

| Arbitro: | Moriconi (Roma) |

|                |           |  |
| Galli 29’, 52’ | Marcatori |  |

| Arbitro: | Pieri (Firenze) |

|                   |           |                  |
| Montuori 56’, 86’ | Marcatori | 31’, 76’ Nordahl |

| Arbitro: | Marchetti (Milano) |

|              |           |                          |
| Dal Monte 8’ | Marcatori | 23’ Bizzarri 59’ Virgili |

| Arbitro: | Famulari (Messina) |

|                                                  |           |  |
| Cervato 21’ (rig.) Virgili 31’ Montuori 42’, 61’ | Marcatori |  |

| Arbitro: | Piemonte (Monfalcone) |

|  |           |             |
|  | Marcatori | 38’ Cervato |

| Arbitro: | Orlandini (Roma) |

|                                    |           |                |
| Gratton 38’ Montuori 40’ Prini 77’ | Marcatori | 51’ Vonlanthen |

| Trieste 5 maggio 1957 30ª giornata | Triestina      | 0 – 0 | Fiorentina | Stadio Giuseppe Grezar\| Arbitro: \| Righi (Milano) \| |
| Arbitro:                           | Righi (Milano) |       |            |                                                        |

| Arbitro: | Moriconi (Roma) |

|  |           |         |
|  | Marcatori | 6’ Mion |

| Arbitro: | Maurelli (Roma) |

|                        |           |              |
| Parodi 13’ Taccola 59’ | Marcatori | 16’ Lojacono |

| Arbitro: | Ferrari (Milano) |

|                            |           |                          |
| Boscolo 16’ Bonistalli 65’ | Marcatori | 79’ Bizzarri 87’ Magnini |

| Arbitro: | Caputo (Napoli) |

|                          |           |                                   |
| Bizzarri 75’ Virgili 89’ | Marcatori | 65’ Stivanello 85’ (rig.) Montico |

### Coppa dei Campioni
| Arbitro: | Dean Harzic |

|              |           |         |
| Bizzarri 15’ | Marcatori | 8’ Bild |

| Arbitro: | Michel Devillers |

|  |           |             |
|  | Marcatori | 16’ Virgili |

| Arbitro: | Fritz Seipelt |

|                            |           |              |
| Segato 3’ Taccola 10’, 12’ | Marcatori | 31’ Ballaman |

| Arbitro: | Fritz Seipelt |

|                                |           |                         |
| Ballaman 25’ Vukosavljević 85’ | Marcatori | 7’ Julinho 52’ Montuori |

| Arbitro: | Albert Alsteen |

|  |           |           |
|  | Marcatori | 88’ Prini |

| Firenze 18 aprile 1957, ore 16:15 CET Semifinale - Ritorno | Fiorentina     | 0 – 0 referto | Stella Rossa | Comunale\| Arbitro: \| Klaas Schipper \| |
| Arbitro:                                                   | Klaas Schipper |               |              |                                          |

| Arbitro: | Leopold Sylvain Horn |

|                                 |           |  |
| Di Stéfano 69’ (rig.) Gento 76’ | Marcatori |  |

## Statistiche

### Statistiche di squadra
| Competizione       | Punti | In casa | In casa | In casa | In casa | In casa | In casa | In trasferta | In trasferta | In trasferta | In trasferta | In trasferta | In trasferta | Totale | Totale | Totale | Totale | Totale | Totale | DR  |
| Competizione       | Punti | G       | V       | N       | P       | Gf      | Gs      | G            | V            | N            | P            | Gf           | Gs           | G      | V      | N      | P      | Gf     | Gs     | DR  |
| ------------------ | ----- | ------- | ------- | ------- | ------- | ------- | ------- | ------------ | ------------ | ------------ | ------------ | ------------ | ------------ | ------ | ------ | ------ | ------ | ------ | ------ | --- |
| Serie A            | 42    | 17      | 12      | 3       | 2       | 33      | 13      | 17           | 4            | 7            | 6            | 22           | 27           | 34     | 16     | 10     | 8      | 55     | 40     | +15 |
| Coppa dei Campioni | -     | 3       | 1       | 2       | 0       | 4       | 2       | 4            | 2            | 1            | 1            | 4            | 4            | 7      | 3      | 3      | 1      | 8      | 6      | +2  |
| Totale             |       | 20      | 13      | 5       | 2       | 37      | 15      | 21           | 6            | 8            | 7            | 26           | 31           | 41     | 19     | 13     | 9      | 63     | 46     | +17 |

### Statistiche dei giocatori
| Giocatore     | Serie A  | Serie A | Coppa dei Campioni | Coppa dei Campioni | Totale   | Totale |
| Giocatore     | Presenze | Reti    | Presenze           | Reti               | Presenze | Reti   |
| ------------- | -------- | ------- | ------------------ | ------------------ | -------- | ------ |
| C. Bizzarri   | 21       | 5       | 3                  | 1                  | 24       | 6      |
| S. Carpanesi  | 3        | 0       | -                  | -                  | 3        | 0      |
| S. Cervato    | 30       | 5       | 7                  | 0                  | 37       | 5      |
| G. Chiappella | 24       | 0       | 4                  | 0                  | 28       | 0      |
| G. Del Gratta | 2        | 0       | -                  | -                  | 2        | 0      |
| G. Gratton    | 30       | 2       | 5                  | 0                  | 35       | 2      |
| Julinho       | 30       | 9       | 7                  | 1                  | 37       | 10     |
| A. Magnini    | 29       | 1       | 5                  | 0                  | 34       | 1      |
| M. Montuori   | 30       | 14      | 7                  | 1                  | 37       | 15     |
| A. Orzan      | 31       | 0       | 6                  | 0                  | 37       | 0      |
| S. Parodi     | 7        | 2       | 2                  | 0                  | 9        | 2      |
| S. Pini       | 1        | 0       | -                  | -                  | 1        | 0      |
| M. Prini      | 9        | 1       | 2                  | 1                  | 11       | 2      |
| F. Rosetta    | 15       | 0       | 3                  | 0                  | 18       | 0      |
| O. Rozzoni    | 9        | 3       | 1                  | 0                  | 10       | 3      |
| G. Sarti      | 22       | -25     | 4                  | -3                 | 26       | -28    |
| A. Scaramucci | 11       | 0       | 4                  | 0                  | 15       | 0      |
| A. Segato     | 30       | 1       | 7                  | 1                  | 37       | 2      |
| R. Taccola    | 6        | 2       | 3                  | 2                  | 9        | 4      |
| R. Toros      | 12       | -15     | 3                  | -3                 | 15       | -18    |
| G. Virgili    | 22       | 10      | 4                  | 1                  | 26       | 11     |

## Giovanili

### Piazzamenti
- Primavera:
  - Torneo di Viareggio: quarti di finale